# Micrurus medemi
Micrurus medemi (вільявісенсінський кораловий аспід) — вид отруйних змій родини аспідових (Elapidae). Ендемік Колумбії. Вид названий на честь колумбійського герпетолога Фрідріха Йоганна Графа фон Медема.

## Поширення і екологія
Вільявісенсійські коралові аспіди мешкають в околицях міста Вільявісенсіо в колумбійському департаменті Мета. Вони живуть у вологих низькогірських тропічних лісах, серед опалого листя. Зустрічаються на висоті від 250 до 600 м над рівнем моря.

## Збереження
МСОП класифікує цей вид як такий, що перебуває на межі зникнення. Micrurus medemi загрожує знищення природного середовища.